# Reale confraternita di sant'Antonio di Padova

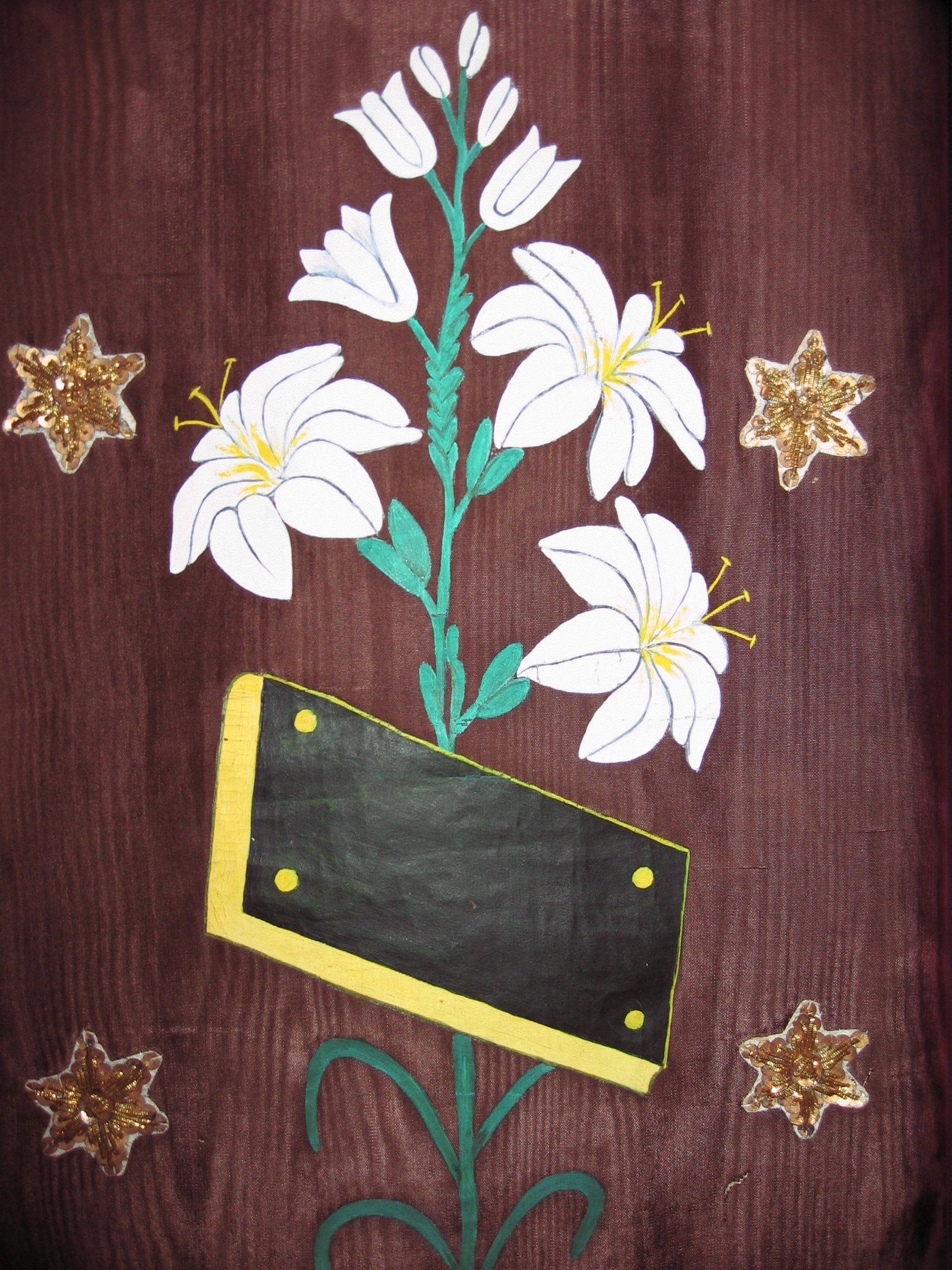
Stemma della confraternita

La reale confraternita di Sant'Antonio di Padova di Taranto è una confraternita di Taranto.

## Storia

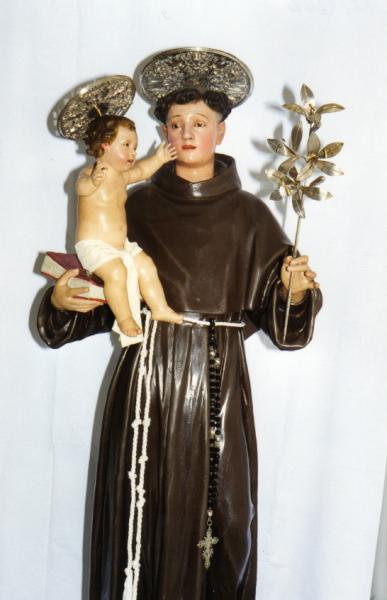
Statua di Sant'Antonio venerata a cura della Reale confraternita nella chiesa di Sant'Agostino in Taranto

La reale confraternita di Sant'Antonio di Padova fu fondata nel 1680 nel convento di San Francesco d'Assisi per volere dei frati minori convenutali e col patrocinio della nobile famiglia dei Caragnano, a seguito di un fatto prodigioso: l'anello principesco del principe Caragnano, che lo aveva perso in Mar Piccolo fu ritrovato nel ventre di un pesce donato dal principe ai frati come ringraziamento alla celebrazione della messa solenne al santo. Su richiesta del principe i frati richiesero al ministro generale dei frati minori conventuali, Giuseppe Amati l'assenso per la fondazione della confraternita (che grazie al patrocinio dei Caragnano ottenne il titolo di "reale") e l'assenso fu concesso il 31 agosto 1680 e fu ottenuto anche il beneplacito dell'allora arcivescovo monsignor Tommaso Sarria O.P
La confraternita ottenne il regio assenso da re Ferdinando IV di Borbone il 28 aprile 1778. Operò insieme a quella dell'Immacolata nel convento fino al 1809, quando Gioacchino Murat ordinò la soppressione degli ordini religiosi e la trasformazione del convento in caserma. Dopo questo provvedimento si trasferì nella chiesa di Sant'Agostino, dove ottenne un altare, sul quale fu posto il simulacro ligneo seicentesco del santo, fatto venire da Napoli dalla congrega stessa.
La confraternita si occupava di assistenza ai moribondi, soprattutto se confratelli, assistiti a turno fino alla morte e per i quali si provvedeva quindi al rito funebre e alla sepoltura.
Nel 1898 in seguito alla nuova legislazione del Regno d'Italia la confraternita si dotò di un nuovo statuto assumendo il titolo di "Real pio sodalizio di Sant'Antonio di Padova". L'attività assistenziale proseguì fino alla fine della seconda guerra mondiale.
Nel giugno del 2009 la confraternita si è trasferita presso la parrocchia di San Francesco de Geronimo al rione Tamburi dove la devozione verso Sant'Antonio è molto forte. Oltre alla festa di Sant'Antonio prende parte alle principali attività religiose cittadine.

## Abito di rito
L'abito di rito dei confratelli e così composto:
- mozzetta nera (che nel passato doveva essera marrone scuro, come l'abito dei frati minori conventuali) con profili celesti e bottoncini neri e medaglione con l'effigie di sant'Antonio di Padova appuntato sulla sinistra
- camice bianco, con cappuccio bianco raccolto sulla testa, ma che in passato veniva calato sul volto per le funzioni penitenziali della Settimana Santa
- scarpe nere con e calze bianche
- cingolo di corda francescano e rosario legato alla vita